# Bi-2
Bi-2 este o formație de muzică rock din Belarus formată în 1988 la Babruisk. Fondatorii și membri permanenți sunt Aleaksandr Mikalaevici Uman (Șura Bi-2) și Iagor Mihailavich Bortnik (Liova Bi-2).